# Großer Pälitzsee
Der Große Pälitzsee liegt in der Mecklenburgischen Seenplatte 14 Kilometer südöstlich von Mirow und 11 Kilometer südlich von Wesenberg im Süden Mecklenburg-Vorpommerns an der Grenze zu Brandenburg; diese verläuft am Nordwest- und Südufer des Sees.
Die Wasserfläche befindet sich vollständig auf dem Stadtgebiet Wesenbergs. Westlich des Sees befindet sich der Rheinsberger Ortsteil Großzerlang, am Ostufer der Wesenberger Ortsteil Pelzkuhl. Das ebenfalls zu Wesenberg gehörende Strasen liegt an der Große Flake genannten Bucht im Norden des Sees, ganz im Norden liegt die kleine Bucht Kleine Flake. Hier zweigt der Reeksgraben Richtung Plätlinsee ab. Der von Südwesten nach Norden langgestreckte See ist zirka 6,2 Kilometer lang und bis zu 700 Meter breit. Am Südostufer liegt das große Waldgebiet Pelzräumde; hier existiert ein Campingplatz.
Im Westen hat der Große Pälitzsee seinen Zufluss vom Kleinen Pälitzsee. Neben dem Abfluss über den Reeksgraben zum Plätlinsee hat der See nach Osten den Abfluss über die Schleuse Strasen zum Ellbogensee. Diese wurde 1845 gebaut und hat eine Fallhöhe von 1,42 Metern nach Osten zu Tal. 
Der Nordteil des Großen Pälitzsees (GPS) ist Bestandteil der 32 Kilometer langen Bundeswasserstraße Müritz-Havel-Wasserstraße der Wasserstraßenklasse I, der 4,5 Kilometer lange Südwestteil zählt zu den sog. sonstigen Binnenwasserstraßen des Bundes. Zuständig ist das Wasserstraßen- und Schifffahrtsamt Oder-Havel.